# Lola Racing Cars
La Lola Racing Cars (anche Lola Cars International) è  una casa di automobili da corsa fondata negli anni cinquanta da Eric Broadley a Bromley, South London, nel Regno Unito (successivamente, nel 1970, la sede venne spostata a Huntingdon). Essa è stata una delle principali case costruttrici di vetture per competizioni sportive. Dipendente da questa casa è anche la Lola Aylings, costruttrice di barche a remi. 
La casa ha attraversato problemi finanziari e chiuse nel 2012. Molti dei beni di Lola furono successivamente acquistati da un partenariato composto da Multimatic e dalla Carl Haas Automotive Company. L'imprenditore Till Bechtolsheimer ha acquistato la Lola nel 2022 riportandola tre anni più tardi di nuovo a gareggiare
Nel 2025 entra in Formula E come costruttore, collaborando con la Yamaha e con l'Abt Sportsline come cliente.

## Gli esordi

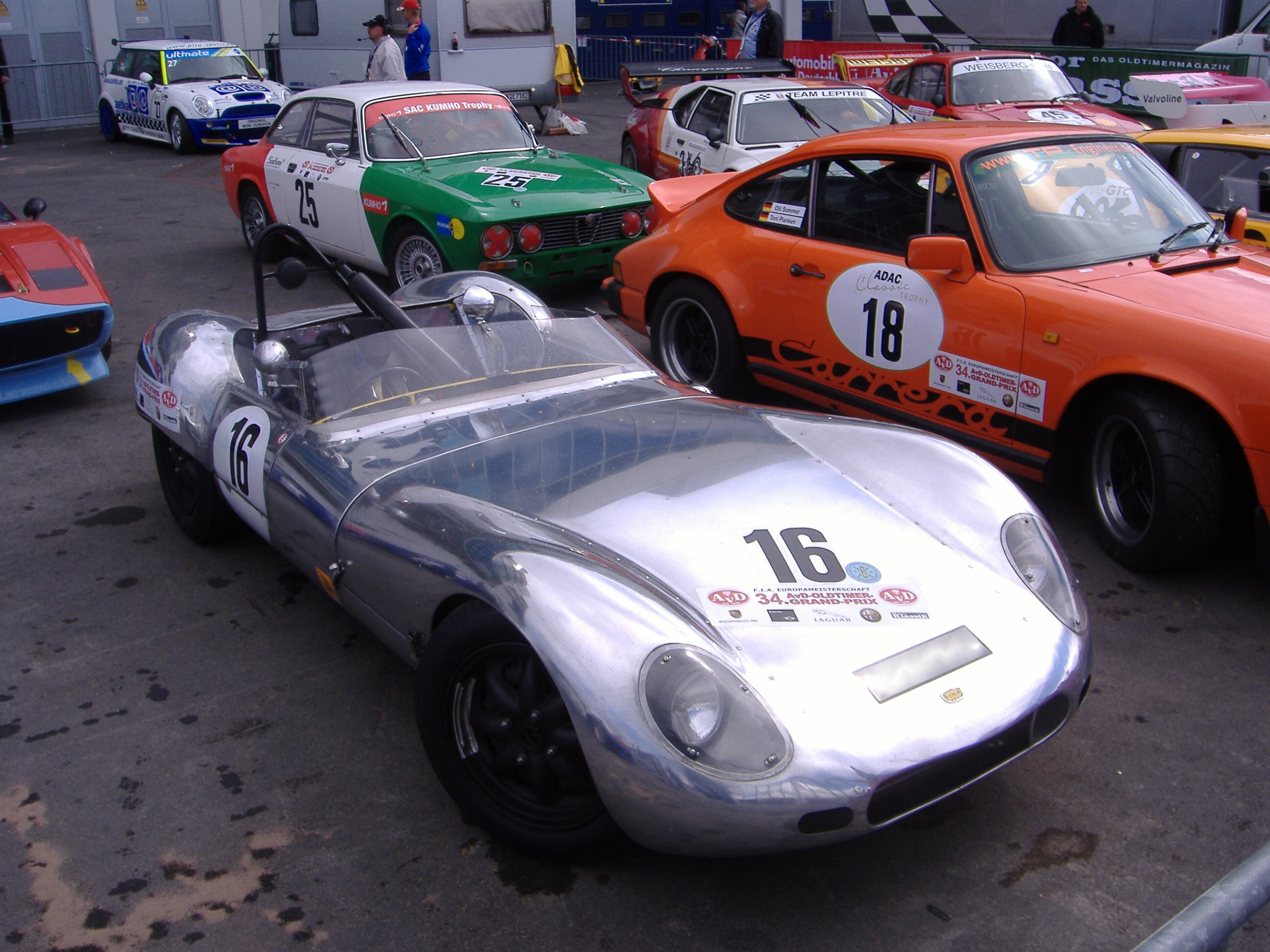
La Lola Mk.1

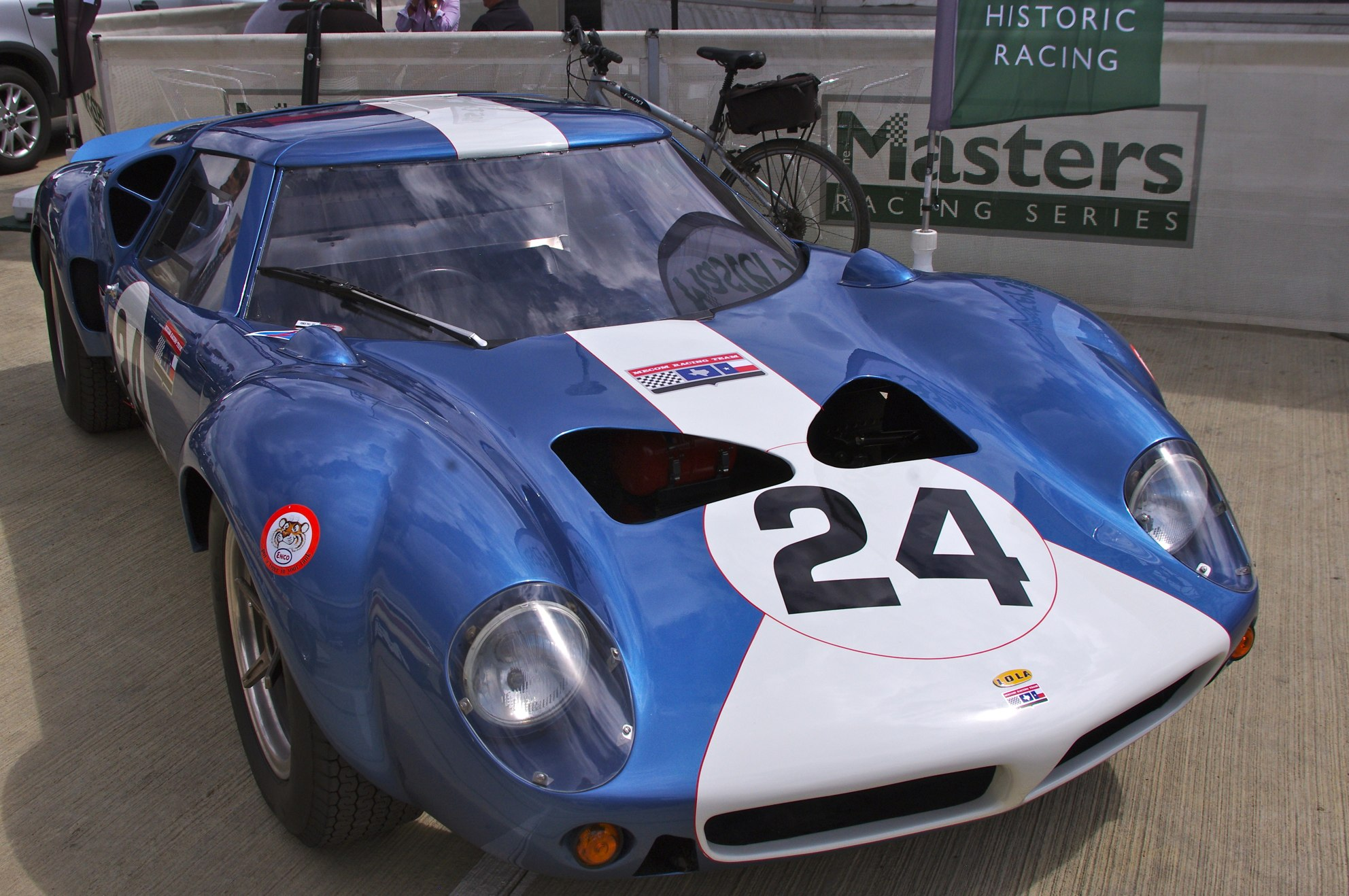
La Lola Mk.6 GT

La prima vettura disegnata dal fondatore Eric Broadley fu la Broadley Special del 1957, una piccola auto spinta da un motore Ford da 1172 cm³ pilotata dallo stesso progettista; ma, avendo capito che da pilota non avrebbe avuto successo, Broadley fondò nel 1958 la sua azienda e realizzò la prima vettura, la Mark 1 (Modello 1), una piccola vettura sport a telaio tubolare spinta da un motore Coventry Climax da 1098 cm³, sebbene la vettura fosse completamente personalizzabile in quanto a motore, cambio e componentistica.
Dopo un paio di anni la Lola si cimentò con le Formula Junior, realizzando nel 1960 la Mk.2 a motore anteriore e nel 1961 la successiva Mk.3 a motore centrale, entrambe vetture che risultarono essere non molto competitive, a differenza della successiva Mk.5 del 1962 (e della sua evoluzione Mk.5a), che ottenne numerose vittorie. Intanto dalla Mk.3 era stata derivata la Mk.4 che portò l'azienda in Formula 1 e sempre nel 1962 venne concepita la prima Gran Turismo della Casa, la Mk.6 GT, che partecipò alla 24 Ore di Le Mans 1963 nello speciale raggruppamento delle Gran Turismo Sperimentali (in pratica tra le vetture prototipo, in quanto al momento ne erano stati realizzati solo tre esemplari, gli unici) e fu scelta dalla Ford come base per la sua Ford GT40.

## La Formula 1

### Il primo periodo (1962-1963)

#### Stagione 1962
La Lola fece il suo ingresso in Formula 1 nel 1962, fornendo il telaio Lola Mk4, motorizzato Coventry Climax, alla Bowmaker Yeoman Racing Team di Reg Parnell, con John Surtees e Roy Salvadori come piloti. L'affidare proprie vetture a team esterni sarà una costante del costruttore britannico in F1.
L'esordio avvenne nel Gran Premio d'Olanda: il successo fu immediato con Surtees in pole position. La pole alla prima gara è stata registrata solo da altre sette case in F1.
I primi punti li ottenne Salvadori nel successivo Gp di Monaco, giunto quarto. La stagione fu positiva: John Surtees conquistò due secondi posti, nel Gran Premio di Germania e nel Gran Premio di Gran Bretagna, e la Lola chiuse con 19 punti, quarta nel campionato costruttori.

#### Stagione 1963
Nella stagione seguente la Lola fu meno competitiva. La Mk4, con la sua variante Mk4A, sempre affidata a Reg Parnell, non riuscì a conquistare punti.

### LaHondolae il ritiro (1967-1968)

#### Stagione 1967
Nel 1967 la Lola costruì la monoposto RA300 per conto della Honda; la vettura fu ribattezzata Hondola. Con questa vettura Surtees conquistò la vittoria nel Gran Premio di Monza, ultima per la casa nipponica fino al ritorno in F1 nel 2006. Sempre nel 1967 la BMW fece correre una Lola T100, con un proprio motore, al Gran Premio di Germania, con al volante Hubert Hahne, che si ritirò per un guasto alle sospensioni.

#### Stagione 1968
L'anno successivo la Lola diede telai alla Reg Parnell Racing a cui si aggiunsero la Tim Parnell e la DW Racing Enterprises. Tuttavia non c'era affidabilità, per cui i tre team chiusero a 0 punti e la Lola decise di abbandonare la Formula 1. Nell'anno vi fu una nuova apparizione nel Gran Premio di Germania, con la Lola T102 motorizzata BMW e guidata da Hahne, ma di nuovo zero punti.

### L'Embassy Hill (1974-1975)

#### Stagione 1974
La Lola si ripresentò nel 1974. Il pluricampione del mondo Graham Hill, grazie alla sponsorizzazione del marchio di sigarette Embassy, decise di intraprendere la strada di costruttore, fondando una scuderia che portava il suo nome, l'Embassy Hill, e chiedendo supporto tecnico alla casa britannica. Nacque la Lola T370, con la tradizionale motorizzazione Ford-Cosworth. Hill conquistò l'unico punto della T370 in Svezia.

#### Stagione 1975
Nella stagione 1975 il modello T370 venne utilizzato nei primi Gran Premi, per poi essere sostituito dalla Lola T371 (solo nel Gran Premio del Sudafrica) e dalla Hill GH1, che di fatto era la Lola ribattezzata col nome della scuderia britannica di proprietà di Graham Hill. Dal Gran Premio di Spagna corsero François Migault (anche se con una vettura ufficialmente considerata Lola) e Rolf Stommelen. Proprio quando il pilota tedesco era in testa la perdita dell'alettone provocò la sua uscita di pista con l'uccisione di quattro spettatori. Nel Gran Premio di Montecarlo lo stesso Hill tentò di qualificarsi, nell'ultima sua apparizione in Formula 1, ma senza fortuna.
L'incidente aereo in cui perì Graham Hill, assieme col pilota Tony Brise, determinò la chiusura della scuderia, e della terza avventura Lola in F1.

### La Lola Haas (1985-1986)
Nel 1985 vi fu il ritorno col team statunitense Beatrice Haas, anche se in realtà l'azienda Lola non aveva nulla a che fare con il progetto dal punto di vista tecnico. Carl Haas decise di partecipare al campionato di Formula 1 su richiesta dello sponsor Beatrice e creò la FORCE (Formula One Racing Cars Engineering) che progettava e produceva le monoposto. Dal momento in cui Haas era pure l'importatore esclusivo dei telai Lola negli Stati Uniti, decise di applicare il marchio Lola alle vetture semplicemente per promozionare la marca.

#### Stagione 1985
Nel 1985 si schierò al Gran Premio d'Italia con una Lola THL1 motorizzata Hart e guidata dall'ex campione del mondo, l'australiano Alan Jones. Tre Gran Premi, tre ritiri.

#### Stagione 1986
Nel 1986 il team Haas affiancò a Jones il pilota francese Patrick Tambay. Dopo i primi Gran Premi, in cui venne utilizzata ancora la THL1, venne introdotta la Lola THL2 a motorizzazione Ford Cosworth, con cui vennero ottenuti solo 6 punti nella stagione. Nel Gran Premio d'Austria Jones chiuse 4°, seguito dal compagno di scuderia Tambay, mentre l'ultimo punto venne acquisito sempre da Jones, nella gara successiva, a Monza.

### La Lola-Larrousse (1987-1991)

#### Stagione 1987
Nei successivi 5 anni vi fu il connubio con la Larrousse a cui la Lola fornì i telai. Nel 1987 la Lola LC87, motorizzata Ford Cosworth, conquistò 3 punti, frutto di altrettanti sesti posti di Philippe Alliot. Il quinto di Yannick Dalmas nella gara d'Australia non porterà punti, visto che nel campionato era stata iscritta una sola vettura.

#### Stagione 1988
Nel 1988 è il turno della Lola LC88, sempre a motore Ford Cosworth. I piloti sono confermati (tranne Dalmas sostituito nei primi due gp da Pierre-Henri Raphanel e da Aguri Suzuki), ma non colgono punti iridati.

#### Stagione 1989
L'anno seguente la Lola affronta le gare spesso con una sola vettura, tranne che nella parte centrale della stagione. La novità della stagione è la motorizzazione Lamborghini. Dopo i primi Gran Premi corsi con la Lola LC88B, fa il suo esordio la Lola LC89. Alliot conquista un solo punto, nel Gran Premio di Spagna.

#### Stagione 1990
Il 1990 fu finalmente più positivo. Dal terzo Gran Premio stagionale, a Imola, fece il suo esordio la Lola LC90, sempre motorizzata Lamborghini. Aguri Suzuki ottenne un 3º posto, nel Gran Premio di Suzuka, primo podio per la Lola dopo 28 anni. L'altro pilota, il transalpino Éric Bernard chiuse con 5 punti la sua stagione. La Lola chiuse al sesto posto la classifica costruttori, miglior risultato dal 1962.

#### Stagione 1991
L'anno seguente fu il turno della Lola LC91 con motorizzazione Ford Cosworth, ma i risultati non furono eccelsi, solo due punti: due sesti posti, uno nella prima gara stagionale con Suzuki, l'altro con Bernard in Messico. Al termine della stagione fu un nuovo abbandono del circus da parte della Lola.

### La Lola-Scuderia Italia (1993)

#### Stagione 1993
Nel 1993 la Lola fece ritorno con l'appoggio della Scuderia Italia. Il telaio, Lola T93/30, era motorizzato dalla Ferrari. Ingaggiati come piloti Michele Alboreto e Luca Badoer, la stagione viene chiusa a 0 punti.

### Il tentativo autonomo (1996-1997)

#### Stagione 1997
Nel 1996 la Lola (che aveva frattanto siglato un accordo di sponsorizzazione con MasterCard) iniziò a lavorare al progetto di una propria monoposto che corresse in Formula 1 sotto le insegne del MasterCard Lola Formula One Racing Team. Il progetto prevedeva un anno ulteriore di sviluppo, onde giungere all'esordio nel 1998; tuttavia alcuni sponsor fecero pressione sulla Lola onde anticipare il debutto di un anno.
Fu così che ai nastri di partenza del mondiale 1997 venne schierata la Lola T97/30 motorizzata Ford e gommata Bridgestone. L'esperienza fu tuttavia molto breve e, per giunta, tra le più fallimentari nella storia della categoria: alla prova dell'appuntamento inaugurale della stagione, la monoposto britannica siglò tempi più alti finanche delle vetture di Formula 3000, non riuscendo a qualificarsi per la gara.
A fronte della disastrosa situazione tecnica palesatasi, gli sponsor ritirarono immediatamente il loro appoggio sicché la Lola fu costretta all'immediato ritiro dalla Formula 1: l'ammanco di liquidità era tuttavia tale che la casa automobilisticha dovette essere posta in liquidazione, dalla quale venne poi salvata grazie all'intervento di un gruppo di investitori britannici.
I materiali residui furono acquistati dall'imprenditore serbo Zoran Stefanović, che l'anno dopo tentò di entrare in Formula 1 con una propria scuderia denominata Stefan Grand Prix, senza tuttavia andare a buon fine.

### Il possibile ritorno nel 2010
Nel maggio 2009 la Lola ha inviato richiesta d'iscrizione al campionato del mondo di Formula 1 del 2010, in forza delle nuove norme che limitano il budget necessario per correre nella massima serie. Il 12 giugno 2009 la Lola non viene inserita nella lista emanata dalla FIA in merito alle scuderie ammesse al campionato 2010. Il giorno prima della pubblicazione della lista definitiva, pubblicazione prevista per il 19 giugno, la Lola annuncia il ritiro della propria candidatura al campionato 2010.
La Lola ha comunque inviato un ricorso presso la Corte d'Appello di Parigi in merito alle procedure seguite dalla FIA nella definizione delle nuove iscrizioni al campionato 2010.
La Lola non riuscendo a completare i lavori entro il 2011 ha comunicato ufficialmente che non prenderà parte al circus della Formula 1.

## Categorie Minori

### La Formula 2
Dopo i risultati ottenuti nella formula regina negli anni sessanta, la Lola indirizzò la sua attenzione verso altre categorie motoristiche, come la Formula 2. Dopo i primi anni con vetture motorizzate Ford (nel 1968 vennero vinti due Gran Premi), venne stretta una collaborazione con la BMW. La Lola però non fu capace di conquistare il titolo europeo, pur sfiorandolo con Hubert Hahne nel 1969, anno in cui la sua vettura di F2 s'impose per due volte.
Negli anni seguenti l'impegno in F2 fu di fatto abbandonato. Nei primi anni ottanta venne prodotta un'ultima Lola di F2, che derivava da una Ralt: la Ralt RT2 divenuta Toleman TG280, della quale Toleman attribuì alla Lola la possibilità di costruirla col nome di T850. Con Stefan Johansson vennero conquistate due vittorie nel 1981.

### Il campionato CanAm 1966-1974

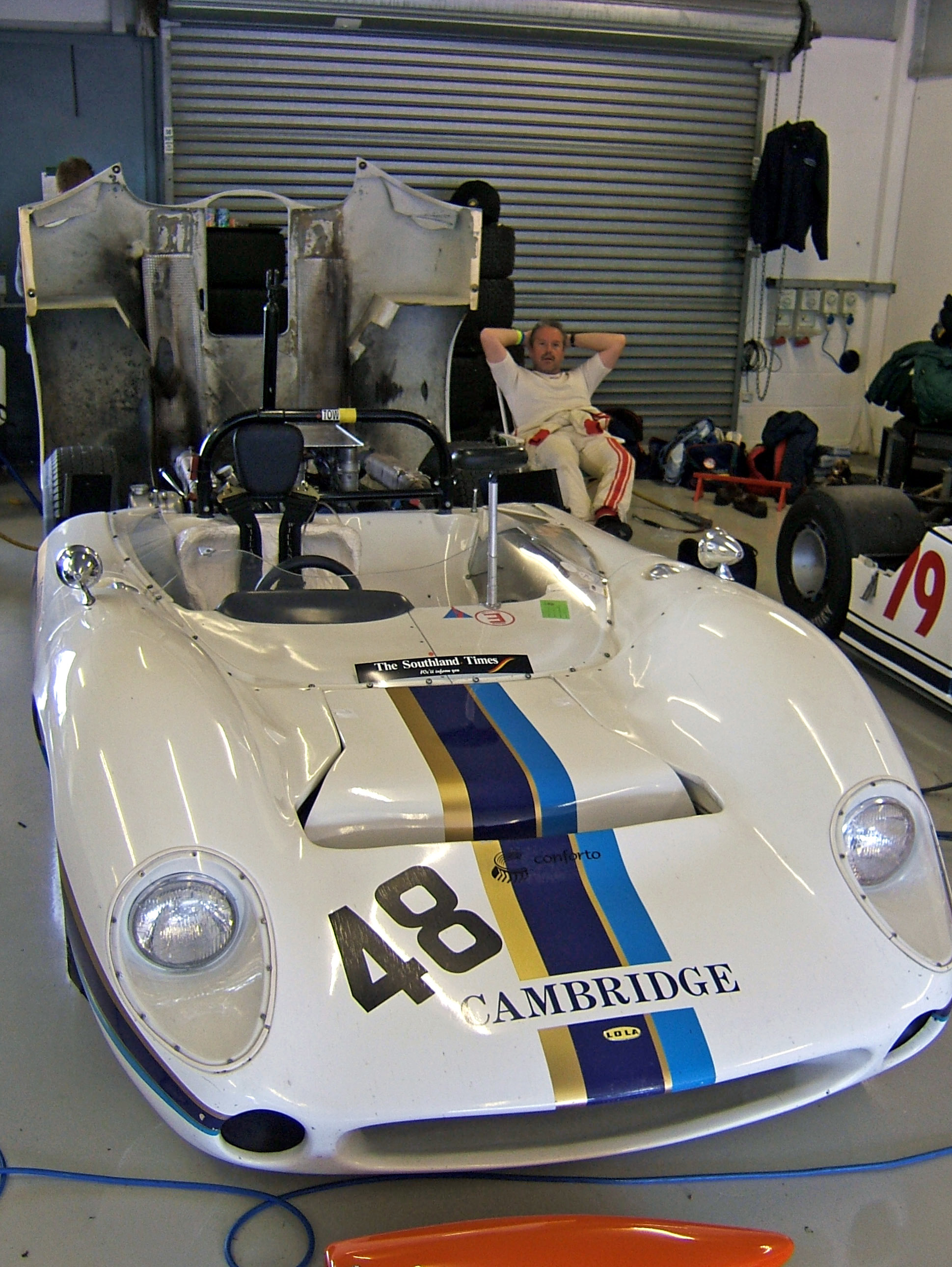
Un esemplare della Lola T70 Mk.II, modello con cui Surtees si aggiudicò il campionato CanAm 1966

L'esperienza maturata da Broadley nel 1963 a Le Mans con la Lola Mk VI GT, spinta dal grosso motore Ford Fairlane V8 e il successivo coinvolgimento nel progetto della Ford GT 40 diedero alla Casa le basi per poter produrre vetture prototipo di grossa cilindrata. Nel 1965 Broadley rivolse lo sguardo alle gare nordamericane: il Campionato CanAm si disputava con automobili del Gruppo 7, un raggruppamento che imponeva alle vettura concorrenti la sola regola della carrozzeria barchetta e che con l'arrivo della tecnologia del motore centrale apriva un grosso mercato per i costruttori, in quanto le piccole officine artigiane non avevano la necessaria esperienza con questa innovazione tecnica. Realizzò e immise sul mercato la sua T70, dopo che già la McLaren aveva proposto ai team la sua M1 prodotta localmente su licenza.
La vettura, pilotata e sviluppata da John Surtees (campione di Formula 1 del 1964), ottenne subito dei successi. Per la stagione successiva, il Campionato CanAm 1966, la vettura fu evoluta nel telaio e fu mantenuto il motore Chevrolet che era già cresciuto nella cilindrata da 5 a 5,9 litri ed erogava 550 CV: denominata T70 Mk II, grazie alle sue accresciute doti di stabilità e facilità di guida permise a Surtees di vincere tre delle sei gare del campionato e di fare suo il titolo, permettendo così al costruttore di ottenere anche un buon successo di vendite, con una quarantina di vetture vendute entro la fine dell'anno.

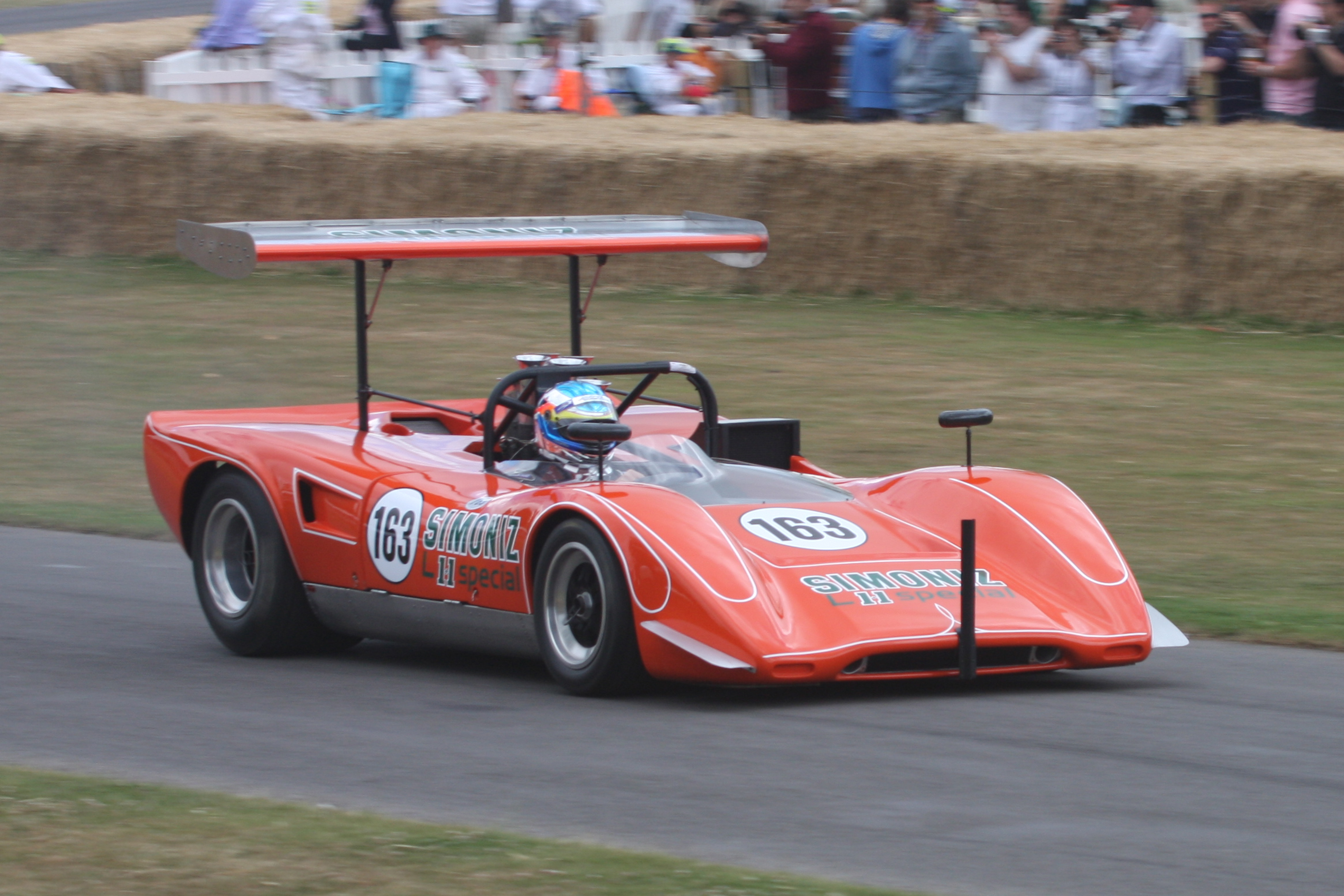
La T163, che sostituì la T70 Mk.II nel Campionato Can Am

Negli anni seguenti, la Lola impiegò le vetture T-160, T-163 e T-260, ma soffrì della concorrenza di McLaren e Porsche, che misero in pista vetture più competitive e non le permisero di vincere più nessun titolo fino alla chiusura del campionato per le Gruppo 7, avvenuta nel 1974

### La Formula 5000 e il campionato CanAm 1977

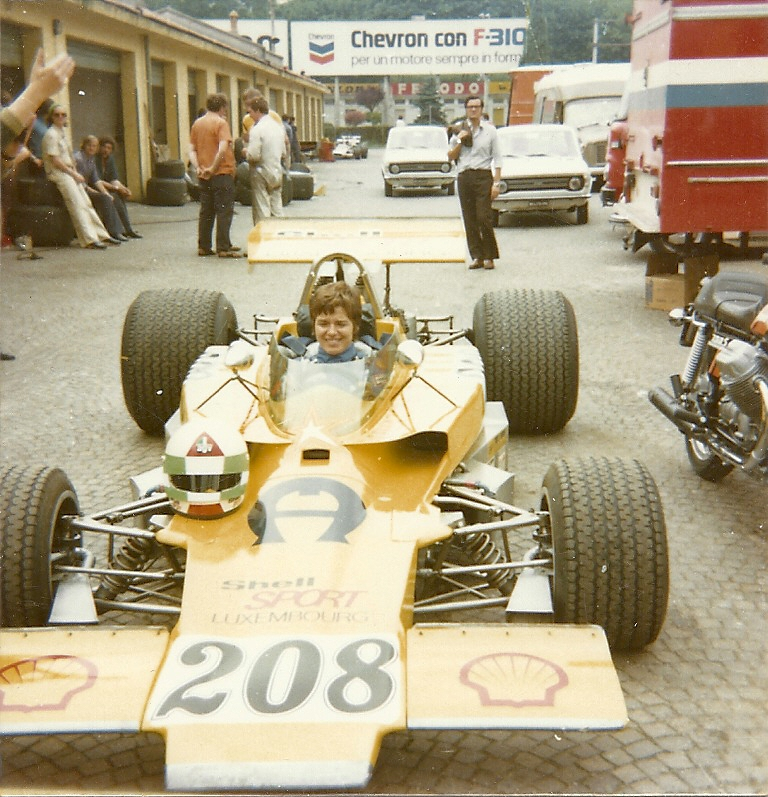
La Lola T330 di "F5000"

Alla fine degli anni sessanta la Formula A della SCCA si tramutò nella Formula 5000 attraendo l'attenzione di molti costruttori e piloti. Era intesa come una serie a ruote scoperte poco costosa, che utilizzava motori V8. La Lola entrò in questa categoria, come McLaren, Surtees e Chevron. Le gare si disputavano in molte parti del mondo e la Lola ottenne buoni risultati.
La Lola si aggiudicò la F5000 britannica nel 1971, 1974 e 1975, la Formula Tasman nel 1975 e le edizioni 1973, 1974, 1975 e 1976 della Formula 5000 americana. Nel 1973 Jody Scheckter vinse il titolo utilizzando anche una vettura Trojan.
Costi crescenti e il dominio Lola fece perdere di interesse il campionato statunitense di F5000. Le vecchie vetture furono quindi utilizzate nel campionato nazionale SCCA, mentre le vetture più competitive furono riconvertite in vetture sport dotandole di specifiche carrozzerie integrali per partecipare al risorto Campionato CanAm nel 1977, che iniziò così a sfruttare le vetture di Formula 5000 come base per suoi prototipi. La Lola vinse altri cinque campionati consecutivi tra il 1977 e il 1981 (portando a 10 i campionati di fila vinti negli USA con queste vetture), con Patrick Tambay, Jacky Ickx e Alan Jones. La Lola si era già aggiudicata, tra l'altro, con John Surtees, la prima edizione di questo campionato, disputata nel 1966. Nel 1979 il costruttore britannico si aggiudicò anche il campionato per vetture con motore di cilindrata inferiore a 2000 cm³.

### La Formula 3000
Con la nascita della Formula 3000 nel 1986, la Lola fece una "falsa partenza" a causa dell'impiego di un telaio di Formula Indy; dopo questo insuccesso la Lola produsse una F3000 molto più convenzionale e competitiva.
Nel 1996 la Formula 3000 divenne una serie monomarca e la Lola si aggiudicò il contratto con la FIA per la fornitura della vettura: la Lola T96/50. Il contratto fu rinnovato nel 1999 (Lola B99/50) e 2002 (Lola B02/50) prima della nascita del campionato di GP2, nel 2005.
Non riuscendo a vincere l'appalto per la fornitura delle GP2 la Lola si focalizzò nella fornitura di vetture per la Formula Nippon, tanto da acquisire l'esclusiva dal 2003 al 2008.

### La Formula 3
In Formula 3, la Lola diviene partner della Dome, costruttore giapponese, con cui produce monoposto di questo tipo dal 2003. Devono vedersela con l'italiana Dallara, tradizionale produttore per la categoria. La partnership fu terminata nel 2005, quando la Lola decise di costruire in proprio le monoposto di F3. Vinse la gara d'esordio nella F3 britannica, dovendo però successivamente cedere il passo alla più competitiva Dallara, e uscire dalla categoria nel 2006.
La Lola ha annunciato di voler rientrare nella categoria dal 2013.

### A1 GP e Auto GP
La Lola, nel 2005, vinse il contratto per la fornitura di vetture per la A1 Grand Prix. La Lola costruì 50 monoposto motorizzate dalla Zytek.
Il costruttore britannico si occupò della costruzione dei telai per l'A1 GP fino al 2008, mentre dal 2009 la nuova A1 GP viene costruita dalla Ferrari.
Dal 2009 queste vetture sono impiegate nell'Euroseries 3000, diventando dal 2010 l'unico telaio ammesso nella neonata Auto GP.

## USAC/CART/Champ Car

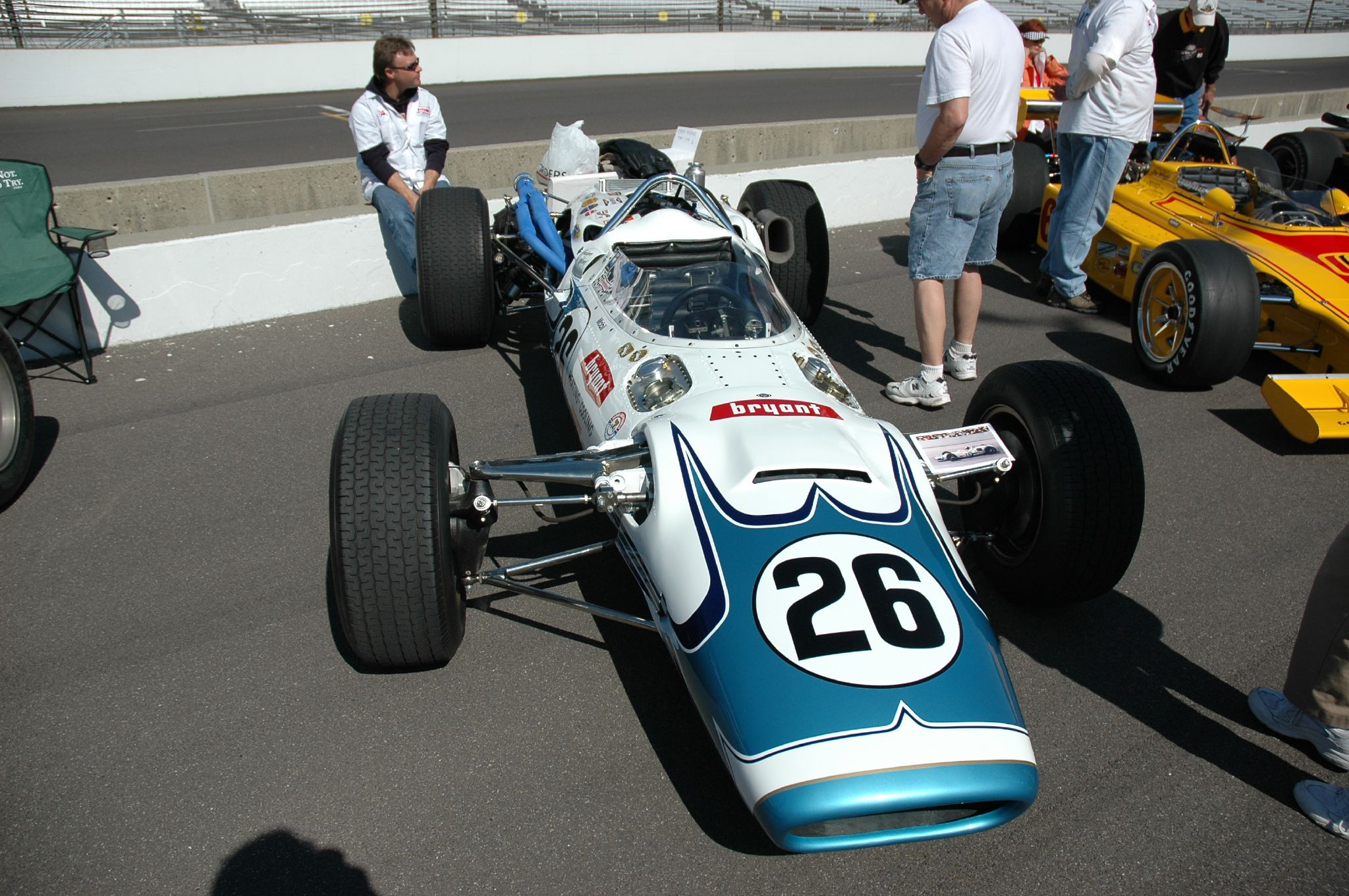
Una vettura Lola per la Champ Car guidata da Rodger Ward nella 500 Miglia di Indianapolis 1966

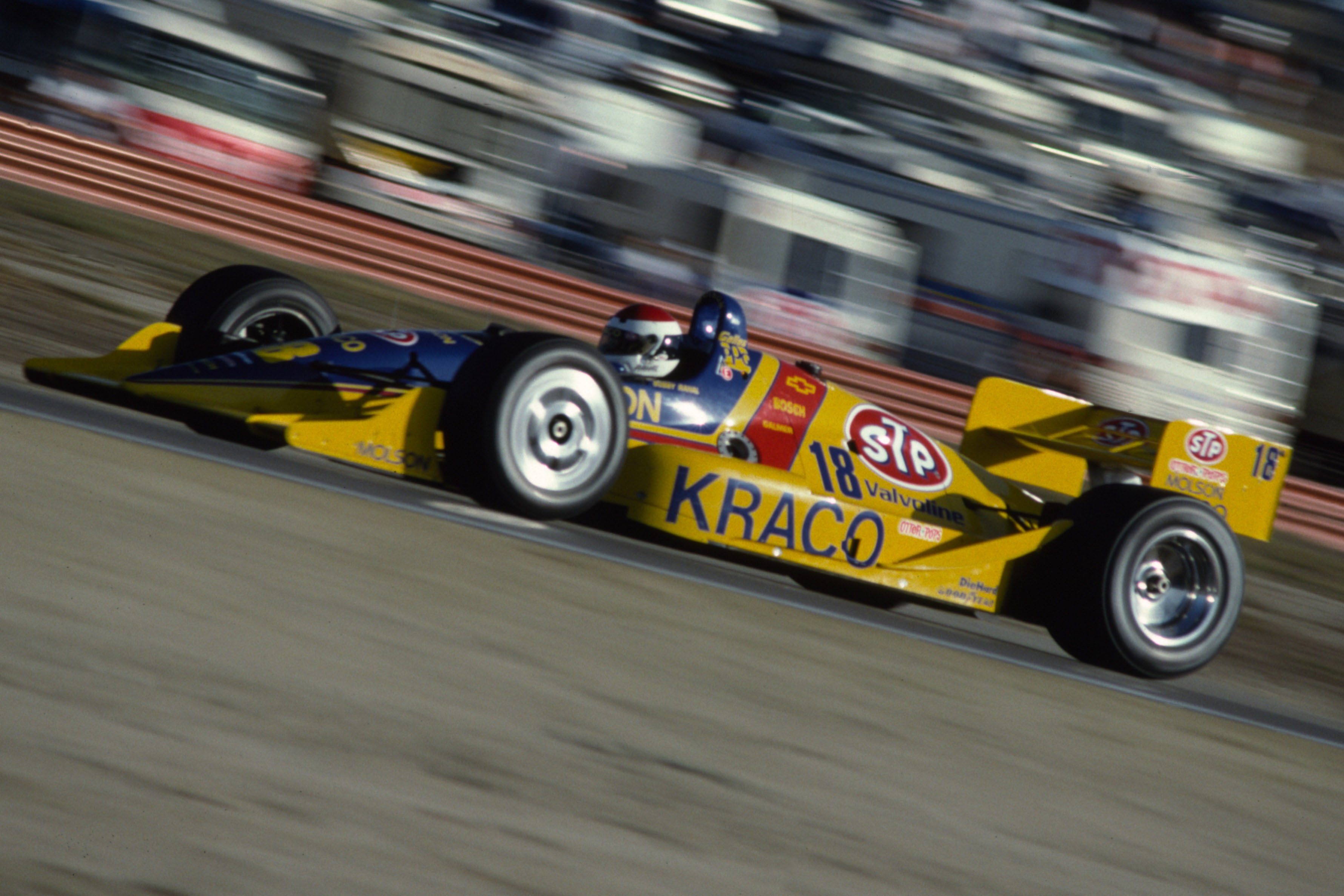
Una Lola T9100 guidata da Bobby Rahal nel 1991

### Le vittorie a Indianapolis negli anni sessanta
La Lola ha costruito varie vetture per partecipare alla 500 Miglia di Indianapolis a partire dagli anni sessanta. Graham Hill vinse la 500 Miglia di Indianapolis 1966 con una Lola, e Jackie Stewart corse con una vettura a quattro ruote motrici. Al Unser, Sr. vinse l'edizione del 1978 con un telaio Lola modificato. Tuttavia l'interesse per le corse nordamericane non fu particolarmente sviluppato fino agli anni ottanta.

### Il ritorno negli anni ottanta: la rivalità con March e Reynard
La chiusura definitiva della CanAm nel 1986 spinse il costruttore inglese già dal 1985 a concentrarsi sulla CART e sulla 500 Miglia di Indianapolis. La presenza della Lola spinse la March a uscire dal campionato come team nel 1990 e come costruttore l'anno seguente. Sei anni dopo il ritorno sulle scene USA, la Lola festeggiò un'altra vittoria alla 500 Miglia di Indianapolis 1990, con Arie Luyendyk.
Il campionato, nelle stagioni seguenti, fu caratterizzato da una rivalità con la Reynard, esattamente come avveniva nel campionato europeo di F3000. La Reynard entrò nella CART nel 1994 riducendo sempre più lo spazio per la Lola. Nel 1998 ormai solo la Davis Racing utilizzava telai Lola, mentre la Penske Racing utilizzava telai propri, la Newman/Haas Racing quelli prodotti dalla Swift mentre gli altri erano clienti della Reynard. Tuttavia nel 1999 la Penske decise di abbandonare la produzione in proprio, affidandosi ai telai Lola. Anche i team Newman/Haas e Chip Ganassi Racing passarono ai Lola dall'anno seguente. Nel 2001 l'intero campo dei partecipanti era suddiviso fra Lola e Reynard.
I problemi finanziari di quest'ultima e il fatto che molti team clienti della Reynard avessero deciso di passare all'Indy Racing League, fecero sì che lo sviluppo dei telai Reynard venisse fermato e nel 2003 Lola rimase l'unico costruttore in attività, ancora interessato alla Champ Car. Dal 2007 però la Champ Car divenne una formula monomarca con telaio fornito dalla Panoz, il DP01.
La Lola ha inoltre prodotto specifici telai per la Indy Lights tra il 1993 e il 2001, rimpiazzando così le vetture usate in precedenza, March 85B di Formula 3000.

### Il possibile ritorno dal 2012
Nel febbraio 2010 la Lola ha presentato il proprio progetto per la fornitura della nuova vettura unica alla IRL a partire dal 2012. Accanto al progetto inglese vennero presentate proposte da parte di Dallara, Swift Engineering e DeltaWing. La scelta è caduta sulla casa emiliana.

## Vetture sport e Sport-prototipi

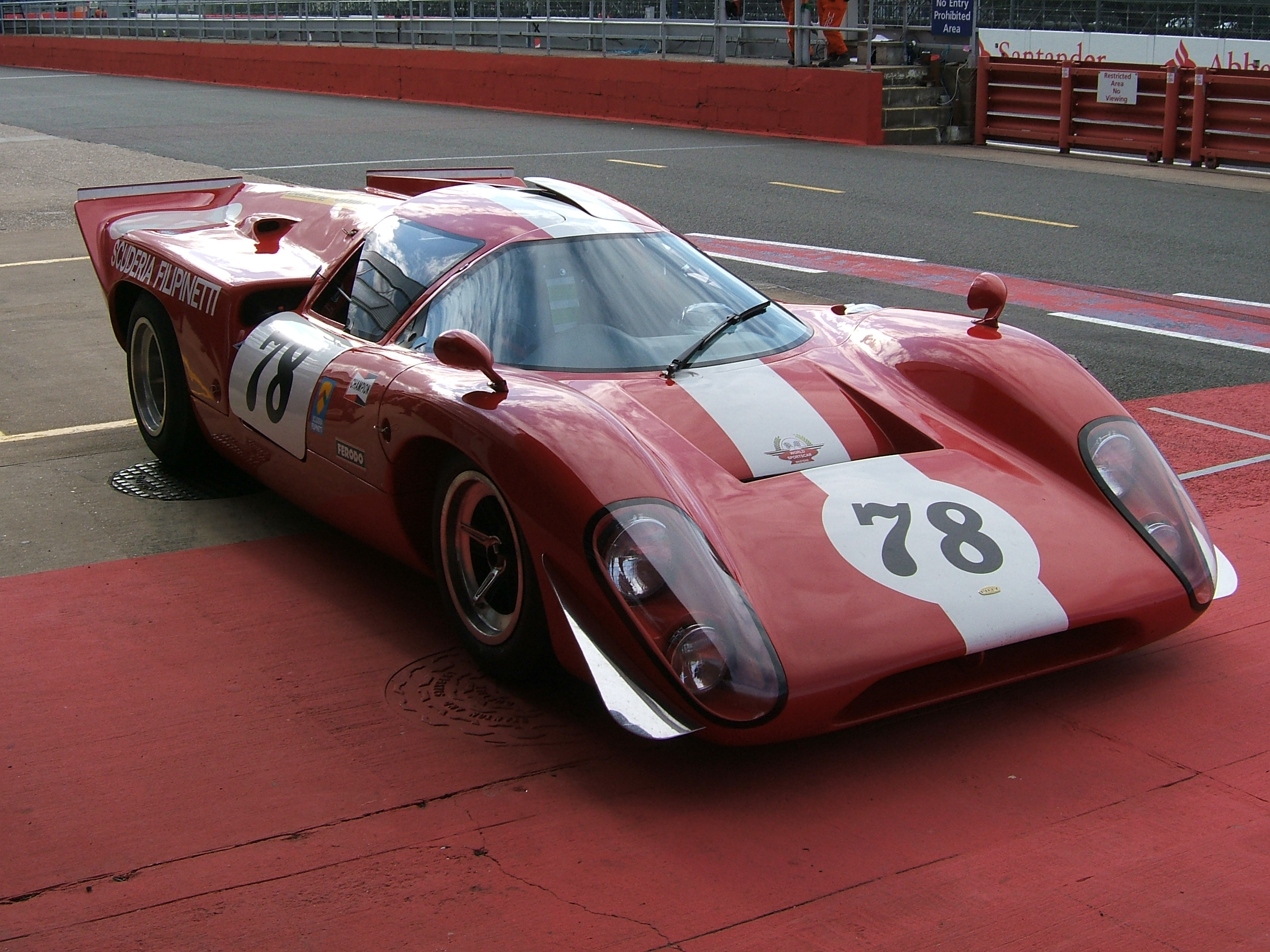
La Lola T70 Mk.IIIB

Oltre alla già citata esperienza di Eric Broadley con la Mk.6 GT e il suo coinvolgimento nel progetto della Ford GT40, per la stagione 1967 dalla Lola T70 Mk.II a carrozzeria barchetta vittoriosa nella CanAm fu derivata una vettura con carrozzeria coupé, denominata Mk.III e destinata alle gare di durata: vinse al 24 Ore di Daytona del 1969.
All'inizio degli anni settanta l'azienda produsse i modelli T210 e T212 per la categoria 2 Litri del Gruppo 6, seguiti dalla serie T290 per la medesima categoria e, passando per la serie T280 da 3 litri e la T380 spinta ancora dal 3 litri Cosworth DFV, arrivò alle T600 e T610 di classe "IMSA GTP" / "FIA Gruppo C" che sfruttavano l'aerodinamica ad effetto suolo.

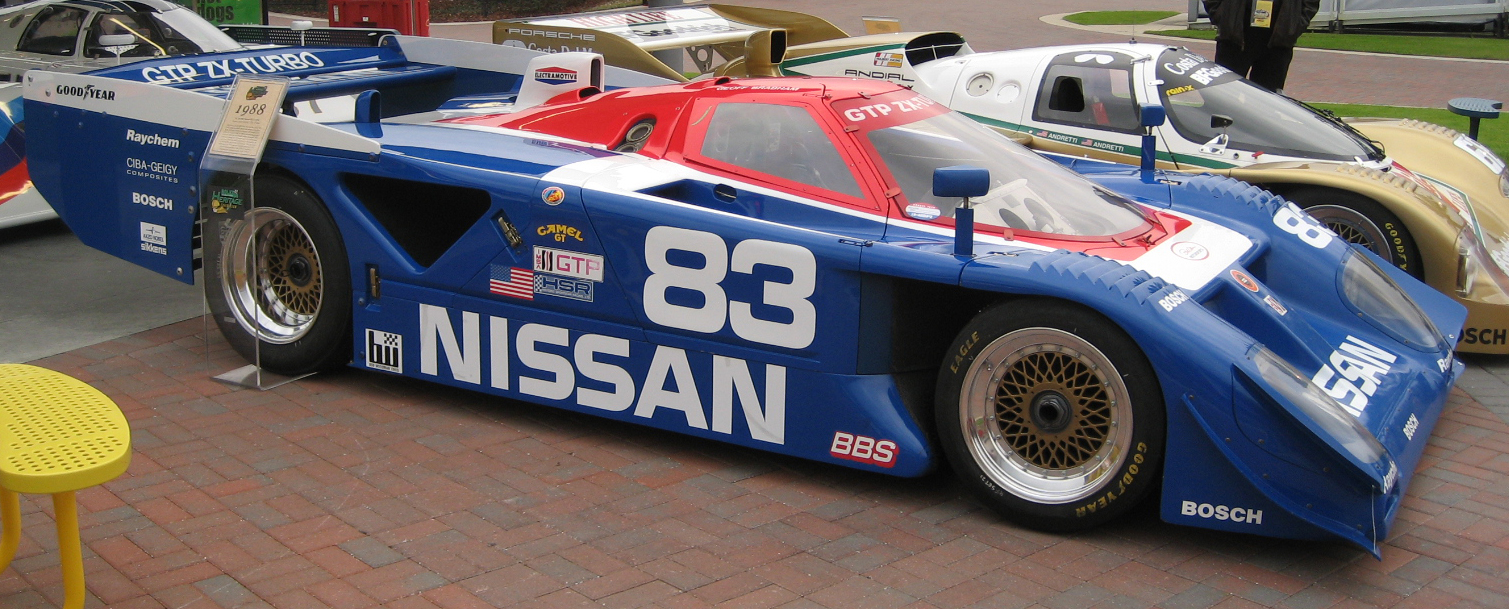
La Lola T810, meglio nota come Nissan GTP ZX-Turbo

Sul finire degli anni ottanta la Lola siglò un accordo con la Nissan in base al quale progettò e realizzò dei prototipi di Gruppo C marchiati Nissan. Dal 1989 al 1992 furono realizzate 5 differenti vetture.
Nel 1992 partecipò al Campionato mondiale sportprototipi con un proprio telaio, realizzando la Lola T92/10, prototipo chiuso spinto da un motore V10 Judd per la classe Sport 3,5 litri, ma questa serie fu soppressa poco dopo.
La casa inglese si ripresentò nella categoria prototipi nel 1998, realizzando la B98/10, una sport aperta venduta a scuderie private. Predisposta per essere equipaggiata con diverse motorizzazioni, colse vari successi. Si trattò della capostipite di una serie di prototipi realizzati nel corso degli anni fino ai giorni nostri.
Nel 2001 collaborò con la MG realizzando un telaio per la classe LMP-675 (attuale LMP2) adeguato alle esigenze del motore 4 cilindri in linea turbocompresso. La vettura fu ribattezzata MG-Lola EX257. Si rivelò molto veloce ma soffrì sempre di problemi di affidabilità.

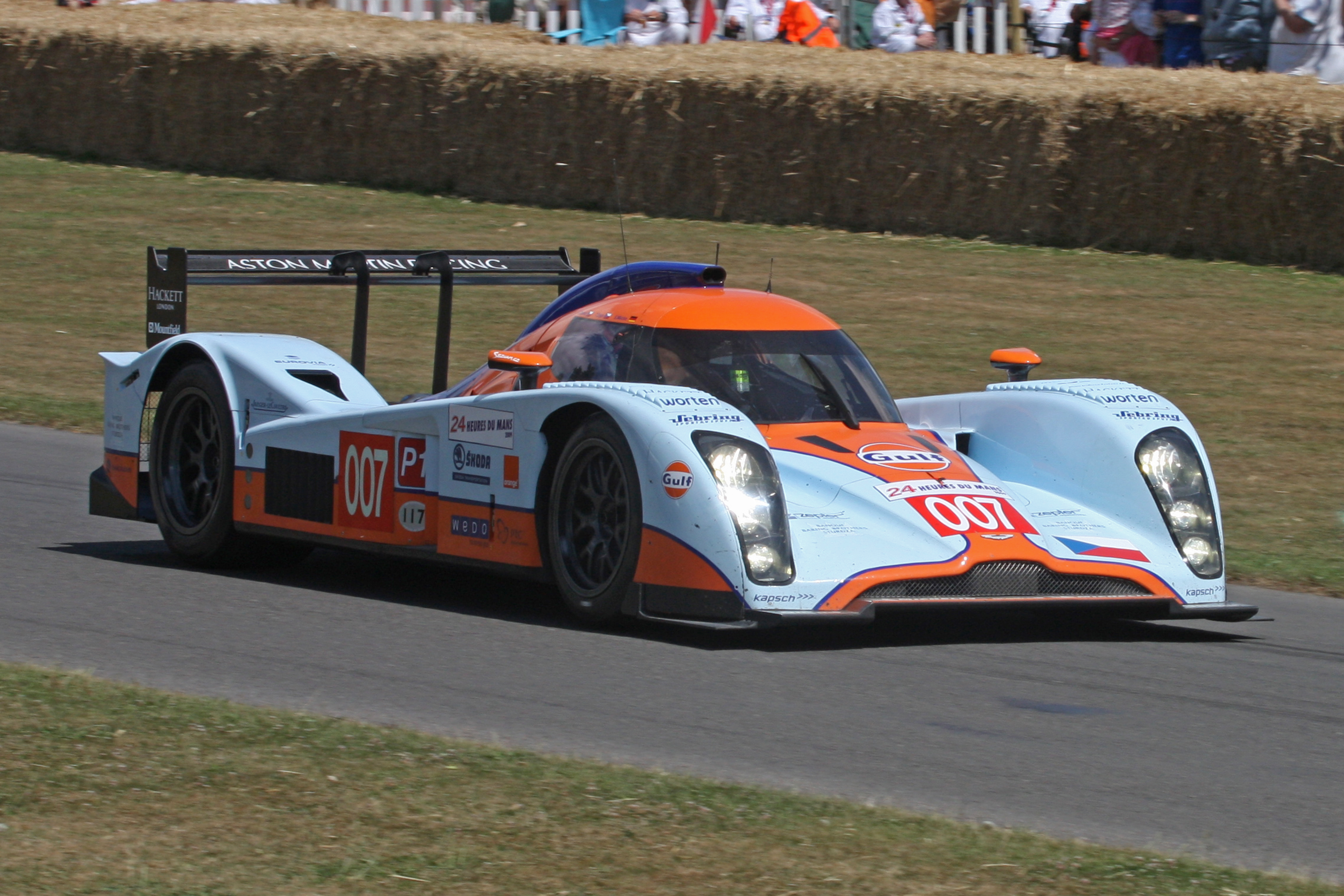
Lola-Aston Martin LMP1

Nel 2008 presentò due nuovi telai la B08/60 di classe LMP1 e la B08/80 di classe LMP2, due coupé chiusi, a distanza di 16 anni dai primi.
Il team Charouz acquistasse un telaio B08/60, sul quale collocava il motore V12 della Aston Martin DBR9 fornito direttamente dalla casa madre, intenzionata ad una terza presa di contatto nei prototipi.
Nel 2009 l'Aston Martin entrò ufficialmente tra i prototipi LMP1 acquistando dalla Lola alcuni telai B09/60, che venivano poi rivisti livello aerodinamico, con una carrozzeria differente sviluppata dell'Aston Martin. Con questi prototipi, ribattezzati Lola-Aston Martin LMP1 e spinti dal motore V12 di 6.0 litri, il costruttore inglese vinse il campionato Le Mans Series.

## Altre categorie
La Lola ha costruito vetture che hanno partecipato a molte categorie inferiori, anche come mezzo per affinare le capacità dei propri tecnici. Le vetture di queste categorie inferiori veniva costruite d'estate, mentre quelle per le categorie maggiori d'inverno, anche per mantenere occupata la factory.
Le vetture di Formula Atlantic derivavano da quelle pensate per la F2 e la F3, e altre vetture vennero pensate per la Formula Ford, la Sports 2000, la Formula Super Vee.
Patrick Head, ingegnere capo storico della Williams, iniziò a disegnare vetture proprio con Broadley.

## La denominazione dei modelli
Al tempo della sua creazione, la Lola segue per le sue vetture sportive un preciso sistema di denominazione. I modelli sono indicati per ordine di costruzione, preceduto dal termine Mark.
Dal 1964 le denominazioni accolgono la parola Type (indicata con una T), con il primo, o primi due numeri indicanti il tipo di vettura, e gli altri due la variante.
Questo schema venne seguito fino al 1986; la T rimase ma i primi due numeri indicano l'anno di ideazione del modello, e le ultime due il tipo di vettura. Gli ultimi due numeri indicano anche eventuali varianti del modello. Un'altra variazione venne introdotta nel 1998, con la T rimpiazzata da una B, in onore del neoproprietario, Martin Birrane.
Dal 1986 gli ultimi due numeri indicano la tipologia di vettura secondo questo schema:
- /00 - CART & Champ Car
- /10 - Gruppo C & IMSA GTP, Le Mans Prototype SR1, LMP900, e LMP1
- /20 - Indy Lights
- /30 - Formula 1, poi Formula 3
- /40 - Le Mans Prototype SR2 e LMP2
- /50 - Formula 3000 & Formula Nippon
- /60 - Le Mans Prototype LMP675, poi LMP1 Coupé
- /70 - Formula 3000 Messicana, poi vetture turismo, ora Daytona Prototype
- /80 - Le Mans Prototype LMP2 Coupé
- /90 - Sports 2000

Così una T92/10 è una vettura per il gruppo C ideata nel 1992, e la B03/00 una vettura di Champ Car del 2003.
Al di fuori di questo schema le vetture costruite dalla Lola per l'A1GP che vennero indicate come Lola A1GP o anche Lola B05/52.

## Il rilancio del Marchio

### Il tentativo nel 2012
Dopo essere stato acquistato da Martin Birrane nel 1998 in seguito all'insuccesso della scuderia MasterCard Lola in Formula 1, il 23 maggio 2012 il gruppo Lola Cars Automotive entra in amministrazione controllata, il 5 ottobre successivo, con la società oberata da 32 milioni di sterline di debiti, gli amministratori hanno comunicato la cessazione delle trattative per la cessione dell'azienda, l'assenza di prospettive e l'esubero di tutto il personale rimasto. Successivamente la casa viene messa in liquidazione il 5 novembre 2012 quando Martin Birrane, proprietario del Lola Group, acquista la Lola Cars dai curatori fallimentari e in seguito l'azienda viene rilevata nel novembre del 2012 dalla Multimatic Sport che curerà la prosecuzione e lo sviluppo di tutti i progetti del gruppo.

### Arrivo in Formula E
Nel 2022, l’imprenditore britannico Till Bechtolsheimer ha acquistato il marchio e le attività rimanenti. Nel marzo del 2024 viene annunciata l'entrata della Lola Cars in Formula E come costruttore con il supporto della Yamaha Motor. L'undici aprile viene annunciato che il team Abt Sportsline monterà il motore sviluppato dalla Lola nel 2025.